# Bakary Koné
Bakary Koné   (Ouagadougou, 27 d'abril de 1988) és un exfutbolista de Burkina Faso de la dècada de 2010.
Fou internacional amb la selecció de futbol de Burkina Faso.
Pel que fa a clubs, destacà a Olympique de Lió i Màlaga CF.